# ナイル川州
ナイル川州（ナイルがわしゅう、アラビア語: ولاية نهر النيل、Naḥr an Nīl）は、スーダンの州。面積は122,123km2、2018年の推定人口は1,511,400人。州都はダーマル。1973年に北部地方から分離独立して成立した。
ダーマルの北に位置するアトバラはスーダン国内を走る鉄道の重要な接続地となっている。ダーマル、アトバラのほか、シェンディ、Al-Matamma、Berber、アブー・ハマドなどの都市が置かれている。アブー・ハマドの北では、スーダン最大規模の発電プロジェクトが計画されている。